# ضفدع رشيق
ضفدع رشيق (الاسم العلمي: Rana dalmatina) (بالإنجليزية: agile frog)‏ هو نوع من البرمائيات يتبع جنس الضفدع الحقيقي من فصيلة الضفادع الحقيقية.

## معرض الصور

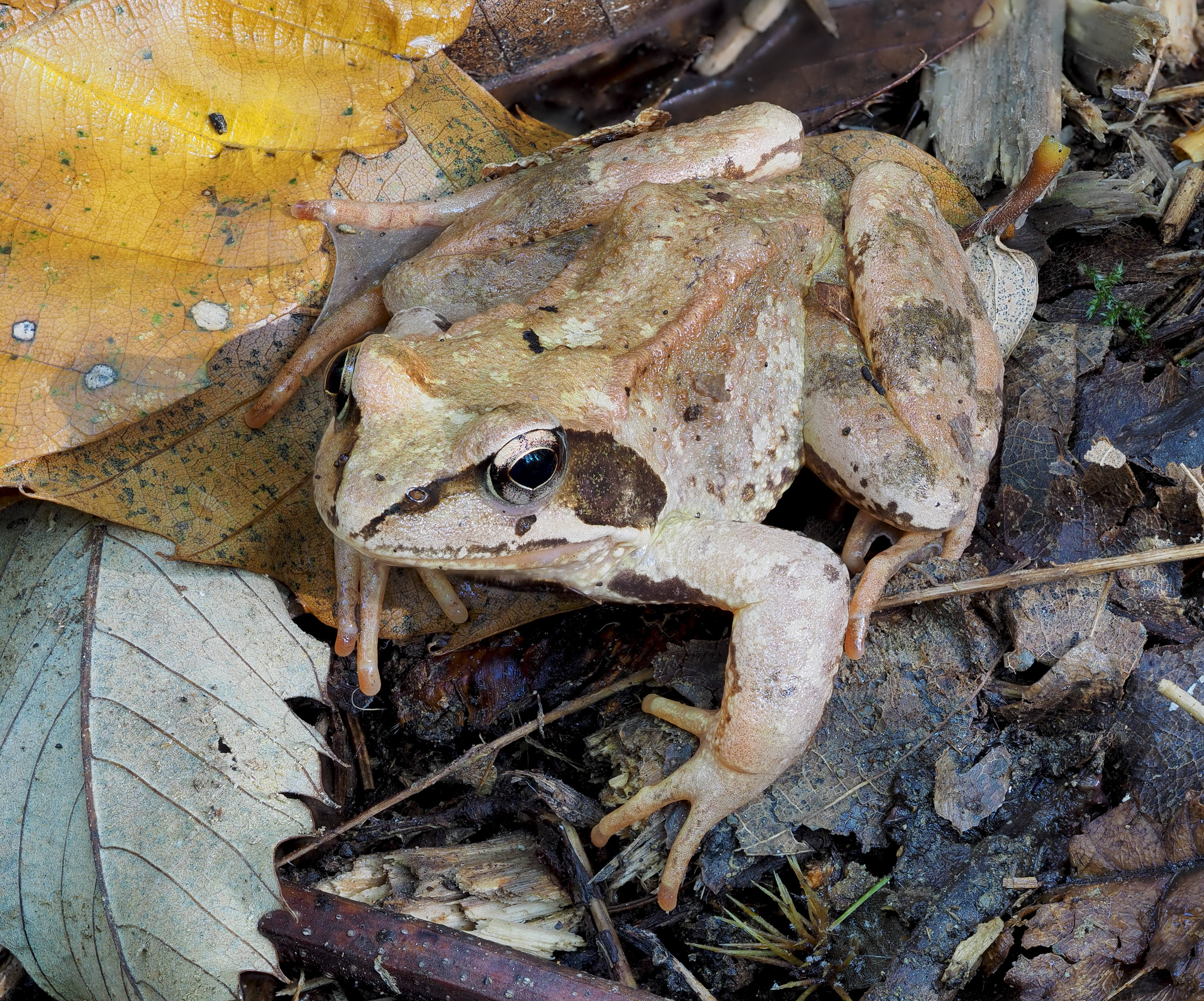
ضفدع رشيق في غولوفيك فورست بسلوفينيا